# Emily Greene Balch
Pour les articles homonymes, voir Balch.
Emily Greene Balch, née à Boston dans l'État du Massachusetts le 8 janvier 1867 et morte à Cambridge, Massachusetts le 9 janvier 1961, est une économiste, sociologue, pacifiste et syndicaliste américaine. Elle est lauréate du prix Nobel de la paix en 1946.

## Biographie

### Jeunesse et formation
Emily Greene Balch naît à Jamaica Plain (devenu ultérieurement une partie de Boston) le 8 janvier 1867 ; elle est la seconde fille et la seconde des six enfants de Francis Vergnies Balch, un juriste qui fut durant la guerre de Sécession le secrétaire du sénateur Charles Sumner, et de Ellen Maria Noyes Balch, qui avant son mariage était une enseignante auprès des pionniers de la ville de Mattoon dans l'État de l'Illinois. L'un comme l'autre sont des Unitariens,,,.
En 1886, après ses études secondaires à la Miss Catherine's Ireland School de Boston, Emily Greene Balch est acceptée par le Collège Bryn Mawr ; elle y étudie la littérature classique, la philosophie, les langues étrangères et elle obtient l'Associate degree en 1889. Elle complète ses études auprès de Franklin Henry Giddings, professeur de sociologie et d'économie. Grâce à la qualité de ses travaux universitaires, elle la première récipiendaire de la bourse d'études Bryn Mawr European Fellowship, qui lui permet de partir à New York étudier auprès du réformateur social Jacob Riis puis de se rendre à Paris étudier les sciences économiques à l’université de la Sorbonne sous la direction du professeur Pierre Émile Levasseur. Ses travaux sont publiés par l'American Economic Association en 1893 sous le titre de Public Assistance of the Poor in France,,.

### Carrière
En 1891, de retour aux États-Unis, désireuse d'acquérir une expérience de terrain, Emily Greene Balch travaille à la Boston Children's Aid Society (« Société d'aide sociale à l'enfance de Boston ») sous la houlette de Charles W. Birtwell. Elle fait la connaissance des Brahmanes de Boston comme Mary Morton Kehew et de leaders syndicalistes tels que Mary Kenney O'Sullivan,.
À partir de 1896, elle est professeure au Wellesley College (Massachusetts), y devenant en 1913 professeure d'économie politique, de sciences politiques et de sciences sociales ; cependant, elle sera démise de ses fonctions en 1918 du fait de son militantisme contre l'entrée en guerre des États-Unis lors de la Première Guerre mondiale.
Après avoir étudié en tant que sociologue les conditions des travailleurs, des immigrants, des minorités et des femmes, dès 1906, elle se déclare socialiste ; elle n'accepte d'être reconduite dans son poste à Wellesley qu'à la condition que la présidente de l'université, Ellen Pendleton, en prenne note.
En 1915, comme sa compatriote Jane Addams, elle se rend au congrès international des femmes pour la paix à La Haye. Comptant parmi les fondatrices de la Ligue internationale des femmes pour la paix et la liberté, organisation de femmes pacifistes issue de ce congrès, elle en est la secrétaire générale de 1919 à 1922 et de 1934 à 1935 ; à partir de 1936, elle en devient présidente internationale honoraire. 
Elle rejoint les quakers en 1921 et elle est membre de la branche américaine du Mouvement international de la réconciliation.
Elle reçoit le prix Nobel de la paix en 1946, à part égale avec John Raleigh Mott ; elle pour son travail de toute une vie en faveur de la paix, lui pour sa contribution à la création d'une fraternité religieuse pacifiste au-delà des frontières nationales. Toutefois, elle ne reçoit aucune félicitation du gouvernement américain de l'époque, qui la considère comme une dangereuse radicale.
Elle est également connue pour sa sympathie et ses recherches approfondies envers les immigrants partis des pays d'Europe de l'Est vers les États-Unis.

## Œuvres

### Essais
- Outline of Economics, Cambridge, Massachusetts, The Co-Operative Press, 1899, 60 p. (OCLC 1050263152, lire en ligne),
- Our Slavic Fellow Citizens, New York, Charities Publication Committee (réimpr. 2008, 2016, 2018) (1re éd. 1910), 664 p. (ISBN 9780341920465, OCLC 249238865, lire en ligne),
- Approaches to the Great Settlement (préf. Norman Angell), New York, B.W. Huebsch (réimpr. 2010, 2018) (1re éd. 1918), 428 p. (ISBN 9781331192701, OCLC 1039952667, lire en ligne),
- Occupied Haiti : being a report of a committee of six disinterested Americans representing organizations exclusively American, who, having personally studied conditions in Haiti in 1926, favor the restoration of the independence of the Negro Republic, New York, The Writers Publishing Company, inc (réimpr. 1970) (1re éd. 1927), 208 p. (ISBN 9780837127859, OCLC 835761892, lire en ligne),
- The miracle of living, New York, Island Press, 1941, 72 p. (OCLC 1245541100, lire en ligne),

### Anthologies
- Mercedes M. Randall (dir.), Improper Bostonian : Emily Greene Balch, New York, wayne Publishers, 1964, 494 p. (ISBN 9780829001785, OCLC 576172516, lire en ligne),
- Mercedes Randall (dir.), Beyond Nationalism : the Social Thought of Emily Greene Balch, New York, Wayne Publishers, 1972, 270 p. (OCLC 575963223, lire en ligne)

### Articles
- « Public Assistance of the Poor in France », Publications of the American Economic Association, vol. 8, nos 4/5,‎ juillet - septembre 1983, p. 9-179 (171 pages) (lire en ligne ). ,
- « The Education and Efficiency of Women », Proceedings of the Academy of Political Science in the City of New York,, vol. 1, no 1,‎ octobre 1910, p. 61-71 (11 pages) (lire en ligne),
- « Restriction of Immigration », The American Economic Review, vol. 2, no 1,‎ mars 1912, p. 63-78 (16 pages) (lire en ligne ),
- « The War in Its Relation to Democracy and World Order », The Annals of the American Academy of Political and Social Science, vol. 72,‎ juillet 1917, p. 28-31 (4 pages) (lire en ligne ),

## Prix et distinction
- 1889 : bénéficiaire de la bourse d'études Bryn Mawr European Fellowship, décernée par le Collège Bryn Mawr[1],
- 1946 : lauréate du Prix Nobel de la paix, à part égale avec John Raleigh Mott[9].

## Pour approfondir

#### Notices dans des encyclopédies et manuels de références
- (en-US) Lina Mainiero (dir.), American Women Writers : A Critical Reference Guide from Colonial Times to the Present, vol. 1 : A-E, New York, Ungar (réimpr. 1994) (1re éd. 1979), 609 p. (ISBN 9780804431514, lire en ligne), p. 96-98,
- (en-US) Barbara Sicherman (dir.), Notable American Women : A Biographical Dictionary, vol. 4 : The Modern Period, Cambridge, Massachusetts, Belknap Press of Harvard University Press (réimpr. 1986) (1re éd. 1980), 773 p. (ISBN 9780674627321, lire en ligne), p. 41-45. ,
- (en-US) Suzanne Michele Bourgoin (dir.), Encyclopedia of World Biography, vol. 1 : A-Barbosa, Farmington Hills, Michigan, Gale Research, 1997, 504 p. (ISBN 9780787622213, lire en ligne), p. 463-464. ,
- (en-US) John A. Garraty (dir.), American National Biography, vol. 2 : Baker - Blatch, New York, Oxford University Press, USA, 1999, 959 p. (ISBN 9780195127812, lire en ligne), p. 39-40. ,
- (en-US) Anne Commire (dir.) et Deborah Klezmer (dir.), Women in World History, vol. 2 : Ba-Brec, Waterford, Connecticut, Yorkin Publications / Gale Research, 1999, 920 p. (ISBN 9780787640613, lire en ligne), p. 99-105. ,
- (en-US) Anita Price Davis et Marla J. Selvidge, Women Nobel Peace Prize Winners, Jefferson, Caroline du Nord, McFarland & Co. (réimpr. 2015) (1re éd. 2006), 219 p. (ISBN 9780786423996, lire en ligne), p. 62-88,
- (en-US) Judith Hicks Stiehm, Champions for Peace : Women Winners of the Nobel Peace Prize, Lanham, Maryland, Rowman & Littlefield (réimpr. 2013, 2018) (1re éd. 2006), 243 p. (ISBN 9780742540255, lire en ligne), p. 40-59,

#### Biographies et essais
- (en-US) Mercedes M. Randall, Improper Bostonian : Emily Greene Balch, New York, Twayne Publishers, 1964, 494 p. (ISBN 9780829001785, lire en ligne),
- (en-US) Kristen E. Gwinn, Emily Greene Balch : The Long Road to Internationalism, Urbana, Illinois, University of Illinois Press, 6 décembre 2010, 240 p. (ISBN 9780252035784, lire en ligne),

#### Articles
- (en-US) Judy D. Whipps, « The Feminist Pacifism of Emily Greene Balch, Nobel Peace Laureate », NWSA Journal, vol. 18, no 3,‎ 2006, p. 122-132 (11 pages) (lire en ligne ),
- (en-US) Barbara A. Misztal, « A Nobel Trinity: Jane Addams, Emily Greene Balch and Alva Myrdal », The American Sociologist, vol. 40, no 4,‎ décembre 2009, p. 332-353 (22 pages) (lire en ligne ),
- (en-US) Robert W. Dimand, « Emily Greene Balch, Political Economist », The American Journal of Economics and Sociology, vol. 70, no 2,‎ avril 2011, p. 464-479 (16 pages) (lire en ligne ).  ,
- (en-US) Andrew M. Johnston, « The Disappearance of Emily G. Balch, Social Scientist », The Journal of the Gilded Age and Progressive Era, vol. 13, no 2,‎ avril 2014, p. 166-199 (34 pages) (lire en ligne ),